# Reparti dell'esercito continentale nel 1775

## Armata principale
Divisione di Lee (maggior generale Charles Lee)
Brigata di Sullivan (brigadier generale John Sullivan)
- 1º Reggimento "New Hampshire"
- 2º Reggimento "New Hampshire"
- 3º Reggimento "New Hampshire"
- Reggimento di Mansfield (più tardi 5º Reggimento "New Hampshire")
- Reggimento di Nixon (più tardi 6º Reggimento "New Hampshire")
- Reggimento di Doolittle (Massachusetts, sciolto il 31 dicembre 1775)
- 7º Reggimento "Connecticut" (più tardi 19º Reggimento "Continentale")

Brigata di Greene (brigadier generale Nathanael Greene)
- Reggimento di Jonatahan Brewer (più tardi 13º Reggimento "Massachusetts")
- Reggimento di Little (Massachusetts, più tardi 12º Reggimento "Continentale")
- Reggimento di Read (Massachusetts, più tardi inglobato nel 13º Reggimento "Continentale")
- Reggimento di Gardner (Massachusetts, più tardi 25º Reggimento "Continentale")
- Reggimento di Whitcomb (Massachusetts, sciolto il 31 dicembre 1775)
- Reggimento di Varnum (Rhode Island, più tardi 9º Reggimento "Continentale" e 1º Reggimento Rhode Island)
- Reggimento di Hitchcock (Rhode Island, più tardi 11º Reggimento "Continentale" e 2º Reggimento "Rhode Island")
- Reggimento di Church (Rhode Island, sciolto il 31 dicembre 1775)

Divisione di Ward (maggior generale Artemas Ward)
Brigata di Thomas (brigadier generale John Thomas)
- Reggimento di Bailey (più tardi 2º Reggimento "Massachusetts")
- Reggimento di David Brewer (Massachusetts, più tardi inglobato nel 6º e nel 13º Reggimento "Continentale")
- Reggimento di Cotton (Massachusetts, più tardi inglobato in vari reggimenti Continentali)
- Reggimento di Danielson (Massachusetts, più tardi inglobato in vari reggimenti Continentali)
- Reggimento di Fellow (Massachusetts, più tardi inglobato nel 6º e nel 21º Reggimento "Continentale")

Brigata di Spencer (brigadier generale Joseph Spencer)
- Reggimento di Learned (più tardi 4º Reggimento "Massachusetts")
- Reggimento di Read (Massachusetts, più tardi 13º Reggimento "Continentale")
- Reggimento di Walker (Massachusetts, più tardi inglobato nel 13º Reggimento "Continentale")
- 6º Reggimento "Connecticut" (più tardi 10º Reggimento "Continentale")
- 8º Reggimento "Connecticut" (più tardi 17º Reggimento "Continentale")
- 2º Reggimento "Connecticut" (più tardi 22º Reggimento "Continentale")

Divisione di Putnam (maggior generale Israel Putnam)
Brigata di Heath (brigadier generale William Heath)
- Reggimento di Greaton (più tardi 3º Reggimento "Massachusetts")
- Reggimento di Paterson (più tardi 1º Reggimento "Massachusetts")
- Reggimento di Gerrish (più tardi 9º Reggimento "Massachusetts")
- Reggimento di Phinney (più tardi 12º Reggimento "Massachusetts")
- Reggimento di Prescott (Massachusetts, più tardi inglobato nel 7º Reggimento "Continentale")
- Reggimento di Scammon (Massachusetts, più tardi inglobato in vari reggimenti Continentali)

Brigata Vacante (comandata dallo stesso Putnam poiché Seth Pomeroy rifiutò l'incarico)
- Reggimento di Sargent (più tardi 8º Reggimento "Massachusetts")
- Reggimento di Glover (Massachusetts, più tardi inglobato nel 14º Reggimento "Continentale")
- Reggimento di Bridge (Rhode Island, sciolto il 31 dicembre 1775)
- Reggimento di Frye (Rhode Island, sciolto il 31 dicembre 1775)
- Reggimento di Woodbridge (Rhode Island, sciolto il 31 dicembre 1775)
- 3º Reggimento "Connecticut" (più tardi 20º Reggimento "Continentale")

Unità non assegnate a Divisioni
- Reggimento fucilieri "Pennsylvania"
- 1ª Compagnia indipendente fucilieri "Virginia" di Daniel Morgan (assegnata al Dipartimento Settentrionale l'8 settembre 1775, catturata a Québec il 31 dicembre 1775)
- 1ª Compagnia indipendente fucilieri "Maryland", 2ª Compagnia indipendente fucilieri "Maryland" e 2ª Compagnia indipendente fucilieri "Virginia" (unite più tardi nel Reggimento fucilieri "Virginia e Maryland")
- Reggimento artiglieria "Continentale" (Massachusetts)
- Reggimento artiglieria Rhode Island Train of Artillery

## Dipartimento di New York
- 1º Reggimento "Connecticut"
- 4º Reggimento "Connecticut"
- 5º Reggimento "Connecticut"
- 1º Reggimento "New York" (operativo dal 1775 al 1776)
- 2º Reggimento "New York" (rinominato Reggimento di Van Schaick nel 1776, quindi 1º Reggimento "New York" nel 1777)
- 3º Reggimento "New York" (rinominato 2º Reggimento "New York" nel 1776, quindi 4º Reggimento "New York" nel 1777)
- 4º Reggimento "New York" (rinominato 3º Reggimento "New York" nel 1776, quindi 2º Reggimento "New York" nel 1777)
- Reggimento fanteria Green Mountain Boys (Vermont)
- Reggimento di Bodel (New Hampshire)
- Reggimento "Canadese" (rinominato 1º Reggimento "Canadese" nel 1776)
- Compagnia artiglieria del capitano John Lamb (New York)